# Camelia Khraibani
Camelia Khraibani (n. 23 septembrie 1961

) este o fostă deputată aleasă în legislatura 2012-2016 din partea Partidului Social Democrat.